# 漆桥村

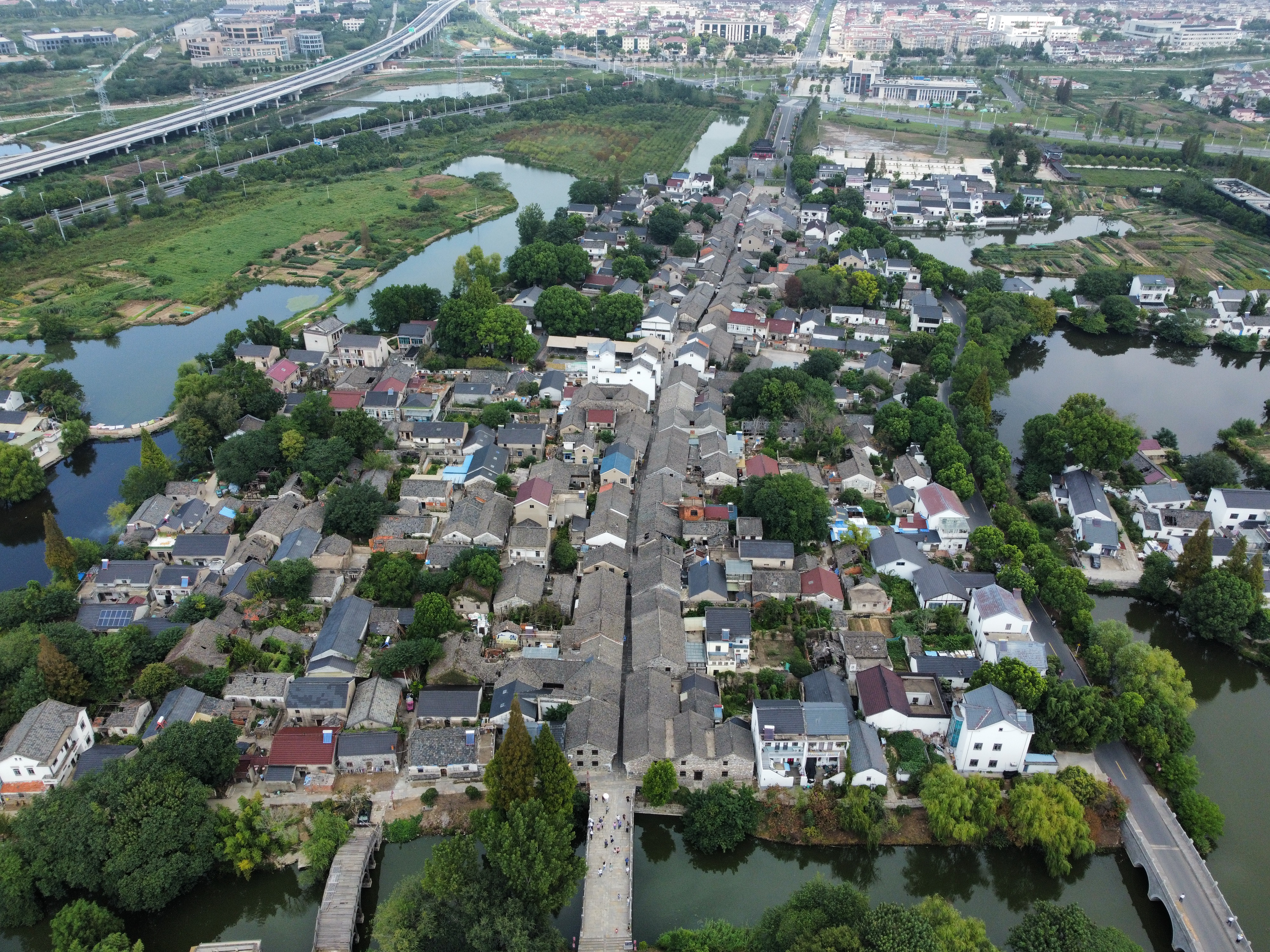
高淳漆桥老街航拍

漆桥村，是中华人民共和国江苏省南京市高淳区漆桥街道下辖的一个村。
2013年8月26日，漆桥村公布为第二批中国传统村落。
2014年2月19日，漆桥村公布为第六批中国历史文化名村。